# Calotriton arnoldi
Calotriton arnoldi е вид земноводно от семейство Саламандрови (Salamandridae). Видът е критично застрашен от изчезване.

## Разпространение и местообитание
Разпространен е в Испания.
Обитава сладководни басейни, реки и потоци.

## Описание
Популацията на вида е намаляваща.